# Brasilotyphlus braziliensis
Brasilotyphlus braziliensis е вид земноводно от семейство Siphonopidae. Видът не е застрашен от изчезване.

## Разпространение
Разпространен е в Бразилия.